# Экспериментальная физика
Эксперимента́льная фи́зика — способ познания природы, заключающийся в изучении природных явлений в специально приготовленных условиях. В отличие от теоретической физики, которая исследует математические модели природы, экспериментальная физика призвана исследовать саму природу.
Именно несогласие с результатом эксперимента является критерием ошибочности физической теории, или более точно, неприменимости теории к нашему миру. Обратное утверждение не верно: согласие с экспериментом не может быть доказательством правильности (применимости) теории. То есть главным критерием жизнеспособности физической теории является проверка экспериментом.
Эта очевидная сейчас роль эксперимента была осознана лишь Галилеем и более поздними исследователями, которые делали выводы о свойствах мира на основании наблюдений за поведением предметов в специальных условиях, т. е. ставили эксперименты. Заметим, что это совершенно противоположно, например, подходу древних греков: источником истинного знания об устройстве мира им казалось лишь размышление, а «чувственный опыт» считался подверженным многочисленным обманам и неопределённостям, а потому не мог претендовать на истинное знание.
В идеале, экспериментальная физика должна давать только описание результатов эксперимента, без какой-либо их интерпретации. Однако на практике это недостижимо. Интерпретация результатов более-менее сложного эксперимента неизбежно опирается на то, что у нас есть понимание, как ведут себя все элементы экспериментальной установки. Такое понимание, в свою очередь, не может не опираться на какие-либо теории. Так, эксперименты в ускорительной физике элементарных частиц — одни из самых сложных во всей экспериментальной физике — могут трактоваться как настоящее изучение свойств элементарных частиц лишь после того, как детально поняты (с помощью соответствующих теорий) механические и упругие свойства всех элементов детектора, их отклик на электрические и магнитные поля, свойства остаточных газов в вакуумной камере, распределение электрического поля и дрейф ионов в пропорциональных камерах, процессы ионизации вещества и т. д.